# اکوایا
اکوایا (به لاتین: Akwaya) یک منطقهٔ مسکونی در کامرون است.